# Jan Bogusław Zbąski
Jan Bogusław Zbąski herbu Nałęcz (zm. w 1683 roku) – podkomorzy lubelski w latach 1678–1683, chorąży lubelski w latach 1664–1678.
Był elektorem Michała Korybuta Wiśniowieckiego z województwa lubelskiego w 1669 roku.